# Roche-Bois Bolton City YC
Roche-Bois Bolton City Youth Club w skrócie Roche-Bois Bolton City YC – maurytyjski klub piłkarski z siedzibą w mieście Centre de Flacq, grający w pierwszej lidze maurytyjskiej.

## Sukcesy
- Puchar Mauritiusa[1]:
  - zwycięstwo (1): 2019.

## Występy w afrykańskich pucharach
| Sezon     | Rozgrywki           | Runda   | Kraj     | Klub              | Dom | Wyjazd | Dwumecz |
| --------- | ------------------- | ------- | -------- | ----------------- | --- | ------ | ------- |
| 2019/2020 | Puchar Konfederacji | wstępna | Botswana | Jwaneng Galaxy FC | 3–1 | 0–1    | 3–2     |
| 2019/2020 | Puchar Konfederacji | 1       | Zambia   | Zanaco FC         | 1–2 | 0–3    | 1–5     |

## Stadion
Domowe mecze klub rozgrywa na stadionie o nazwie Augustine Vollaire Stadium w Centre de Flacq, który może pomieścić 4000 widzów.